# Fekete János (számtiszt)
Fekete János (Tolcsva, 1810. május 10. - Szatmár, 1892. február 13.) kataszteri számtiszt.

## Élete
Iskoláit Sárospatakon járta; 1836-tól 1847-ig Sáros vármegyében, majd Bécsben nevelősködött. 1848-ban Kossuth Lajos pénzügyminiszter maga mellé számtisztté nevezte ki. A szabadságharc után volt gazdatiszt, mérnök, törvényszéki kiadó, árvagyám; 1868-ban a szatmári pénzügyigazgatósághoz számtisztté neveztetett ki Szatmárt, később a királyi kataszteri igazgatósághoz tétetett át. 1886-ban nyugalmaztatott. Több alapítványt tett, így a szatmári református egyháznak 200 frtot, a szatmári tanári nyugdíjalapra 500 forintot, a városi szegényintézetnek 400 forintot hagyományozott.

## Munkái
- Gyors számító. A szóval számítás tanításának módja gyermeki értelemhez alkalmazott egyszerű példákban és szabályok szerint. Bécs, 1843. (Névtelenül.)
- Képes számkönyv. Emerson kézikönyve után saját nézeteivel 6–10 éves kisdedeink számára. Bécs, 1844. (Ism. Pesti Divatlap 3. sz. 2. kiadás. Bécs, 1845.)
- Kis számító, a képes számkönyvet áttanulta gyermekek számára Emerson rendszere után. Bécs, 1845.
- Képes törtek a Képes számkönyvet és Kis számítót áttanult gyermekek számára Emerson rendszere után. Bécs, 1845.
- Szegény gyermekek könyve. Nádor ő cs. k. főherczegsége félszázados hivataloskodása emlékére. Bécs, 1846. (Kossuth Lajos a Pesti Hirlapban a vármegyék pártfogásába ajánlotta. 2. kiadás. Bécs, 1847. 3. k. Pest, 1850. Ugyanaz protestáns imákkal Pest, 1850.)
- Német nyelvész gyermekek és nagyobb korúak használatára. Bécs, 1847.
- Hülfsbüchlein für Alle, die in kürzester Zeit das Notwendigste ungarisch verstehen, lesen und sprechen wollen. Bécs, 1847
- Törtek. Iskolák és a törtekkeli számításban kevésb(b)é jártasok számára. Bécs, 1855
- Pénznem és kamattáblák használata. Sárospatak, 1865. (Jövedelméből a tolcsvai új templom építéséhez 172 forinttal hozzájárult.)
- Kataszteri táblázatok… (E munkából begyűlt 70 forintot a szatmári tanári nyugdíjalapba adta.)
- Föladó kulcs a tiszta jövedelemnek 25 5%-a szerint. Szatmár, 1855